# Мастна жлеза
Мастните жлези (на латински: glandula sebacaea) са малки гроздовидни жлези разположени в корена на косъма. Жлезата секретира и отделя специфичен мастен секрет – себум. Той смазва повърхността на косъма и епидермиса на кожата и ги предпазва от действието на влагата. При някои от бозайниците мастният секрет изпълнява и термозащитна функция на организма.